# Виды рода Волоконница
Типовой вид рода — Inocybe relicina (Fr.) Quél. 1872.
- Inocybe acuta Boud. 1917 — Волоконница острая
- Inocybe adaequata (Britzelm.) Sacc. 1887 — Волоконница равная
- Inocybe agardhii (N. Lund) P.D. Orton 1960 — Волоконница Агарда
- Inocybe albomarginata Velen. 1920
- Inocybe albovelutipes Stangl 1980 — Волоконница бархатистоножковая
- Inocybe albovestita E. Horak 1978
- Inocybe amethystina Kuyper 1986 — Волоконница аметистовая
- Inocybe appendiculata Kühner 1955 — Волоконница придатковая
- Inocybe arenicola (R. Heim) Bon 1983
- Inocybe assimilata Britzelm. 1881 — Волоконница похожая
- Inocybe asterospora Quél. 1879 — Волоконница звёздчатоспоровая
- Inocybe aurea Huijsman 1955 — Волоконница жёлтая
- Inocybe auricoma (Batsch) J.E. Lange 1917 — Волоконница золотоволосая
- Inocybe bongardii (Weinm.) Quél. 1872 — Волоконница Бонгарда
- Inocybe brunnea Quél. 1880
- Inocybe calamistrata (Fr.) Gillet 1874 — Волоконница завитая
- Inocybe calamistratoides E. Horak 1978
- Inocybe calida Velen. 1920
- Inocybe calospora Quél. 1881 — Волоконница кривоспоровая
- Inocybe catalaunica Singer 1947
- Inocybe cerea E. Horak 1978
- Inocybe cervicolor (Pers.) Quél. 1886 — Волоконница красно-буроокрашенная
- Inocybe concinnula J. Favre 1955
- Inocybe cookei Bres. 1892 — Волоконница Кука
- Inocybe cryptocystis D.E. Stuntz 1954 — Волоконница скрытоцистидная
- Inocybe curreyi (Berk.) Sacc. 1887
- Inocybe curvipes P. Karst. 1890 — Волоконница кривоногая
- Inocybe decipientoides Peck 1907
- Inocybe destruens E. Horak 1978
- Inocybe dulcamara (Alb. & Schwein.) P. Kumm. 1871 — Волоконница сладко-горькая
- Inocybe dunensis P.D. Orton 1960
- Inocybe duriuscula Rea 1908
- Inocybe erubescens A. Blytt 1905 — Волоконница Патуйяра, или волоконница краснеющая
- Inocybe fibrosa (Sowerby) Gillet 1874
- Inocybe fibrosoides Kühner 1933 — Волоконница волокнистенькая
- Inocybe flavella P. Karst. 1890 — Волоконница желтоватая
- Inocybe flocculosa (Berk.) Sacc. 1887 — Волоконница клочковатая
- Inocybe fraudans (Britzelm.) Sacc. 1887 — Волоконница обманчивая
- Inocybe fuligineoatra Huijsman 1955 — Волоконница сажисто-чёрная
- Inocybe fulvella Bres. 1892 — Волоконница буро-желтоватая
- Inocybe furfurea Kühner 1955
- Inocybe fuscomarginata Kühner 1956 — Волоконница буроокаймлённая
- Inocybe geophylla (Sowerby) P. Kumm. 1871 — Волоконница земляная, или волоконница землисто-пластинковая
- Inocybe giacomi O.K. Mill.
- Inocybe glabrescens Velen. 1920
- Inocybe glabripes Ricken 1915 — Волоконница голоножковая
- Inocybe glabrodisca P.D. Orton 1960 — Волоконница гладкошляпковая
- Inocybe godeyi Gillet 1874 — Волоконница Годэ
- Inocybe grammata Quél. & Le Bret. 1880 — Волоконница полосатая
- Inocybe griseolilacina J.E. Lange 1917 — Волоконница серовато-лиловая
- Inocybe haemacta (Berk. & Cooke) Sacc. 1887
- Inocybe huijsmanii Kuyper 1986
- Inocybe humilis J. Favre 1960
- Inocybe hystrix (Fr.) P. Karst. 1879 — Волоконница иглистая
- Inocybe impexa (Lasch) Kuyper 1986
- Inocybe infida (Peck) Massee 1910
- Inocybe inodora Velen. 1920
- Inocybe jacobi Kühner 1956 — Волоконница Якова
- Inocybe lacera (Fr.) P. Kumm. 1871 — Волоконница разорванная
- Inocybe langei R. Heim 1931 — Волоконница Ланге
- Inocybe lanuginosa (Bull.) P. Kumm. 1871 — Волоконница шерстистая
- Inocybe latericia E. Horak 1978
- Inocybe leptocystis G.F. Atk. 1918 — Волоконница тонкоцистидная
- Inocybe leptophylla G.F. Atk. 1918 — Волоконница тонкопластинчатая
- Inocybe maculata Boud. 1885 — Волоконница пятнистая
- Inocybe malenconii R. Heim 1931
- Inocybe margaritispora (Berk.) Sacc. 1887 — Волоконница жемчужноспоровая
- Inocybe mariluanensis (Speg.) Singer 1951
- Inocybe melanopoda D.E. Stuntz 1954 — Волоконница тёмноножковая
- Inocybe mendica E. Horak 1978
- Inocybe mimica Massee 1904
- Inocybe mixtilis (Britzelm.) Sacc. 1887 — Волоконница смешанная
- Inocybe muricellata Bres. 1905 — Волоконница колючая
- Inocybe napipes J.E. Lange 1917 — Волоконница реповидноногая
- Inocybe oblectabilis (Britzelm.) Sacc. 1895 — Волоконница приятная
- Inocybe obscura Gillet 1876
- Inocybe obscurobadia (J. Favre) Grund & D.E. Stuntz 1977 — Волоконница тёмно-гнедая
- Inocybe ochroalba Bruyl. 1970 — Волоконница охристо-белая
- Inocybe olivaceobrunnea J. Favre ex Kuyper 1986
- Inocybe pallida Velen. 1920
- Inocybe paludinella (Peck) Sacc. 1887 — Волоконница болотная
- Inocybe pelargonium Kühner 1955 — Волоконница гераниевая
- Inocybe perlata (Cooke) Sacc. 1887
- Inocybe petiginosa (Fr.) Gillet 1874 — Волоконница маленькая
- Inocybe phaeodisca Kühner 1955 — Волоконница тёмнодисковая
- Inocybe phaeosquarrosa E. Horak 1978
- Inocybe posterula (Britzelm.) Sacc. 1887 — Волоконница голая
- Inocybe praetervisa Quél. 1883 — Волоконница просмотренная
- Inocybe proximella P. Karst. 1882 — Волоконница ближайшая
- Inocybe pruinosa R. Heim 1931 — Волоконница инееватая
- Inocybe pseudoasterospora Kühner & Boursier 1932
- Inocybe pseudodestricta Stangl & J. Veselský 1973 — Волоконница блестящая
- Inocybe pseudohiulca Kühner 1933 — Волоконница ложнорасщеплённая
- Inocybe pseudoreducta Stangl & Glowinski 1981 — Волоконница ложноотдалённая
- Inocybe pusio P. Karst. 1889 — Волоконница-мальчишка
- Inocybe putilla Bres. 1884 — Волоконница крошечная
- Inocybe pyriodora (Pers.) Quél. 1872
- Inocybe relicina (Fr.) Quél. 1872 — Волоконница завитая
- Inocybe renispora E. Horak 1978
- Inocybe rennyi (Berk. & Broome) Sacc. 1887
- Inocybe rimosa (Bull.) P. Kumm. 1871 — Волоконница трещиноватая
- Inocybe salicis Kühner 1955 — Волоконница ивовая
- Inocybe sambucina (Fr.) Quél. 1872 — Волоконница бузинная
- Inocybe scabriuscula E. Horak 1978
- Inocybe serotina Peck 1904 — Волоконница поздняя
- Inocybe sindonia (Fr.) P. Karst. 1879 — Волоконница кисейная
- Inocybe soluta Velen. 1920 — Волоконница отделённая
- Inocybe squamata J.E. Lange 1917 — Волоконница чешуйковая
- Inocybe squarrosa Rea 1915
- Inocybe striatorimosa P.D. Orton 1960
- Inocybe strigiceps E. Horak 1980
- Inocybe strobilomyces E. Horak 1978
- Inocybe subcarpta Kühner & Boursier 1932
- Inocybe tabacina Furrer-Ziogas 1952 — Волоконница табачная
- Inocybe taxocystis (J. Favre & E. Horak) Senn-Irlet 1992
- Inocybe tenebrosa Quél. 1885 — Волоконница мрачная
- Inocybe tjallingiorum Kuyper 1986 — Волоконница тьялингорская
- Inocybe umboninota Peck 1885
- Inocybe umbratica Quél. 1883 — Волоконница затенённая
- Inocybe umbrosa E. Horak 1978
- Inocybe vaccina Kühner 1955
- Inocybe vulpinella Bruyl. 1970 — Волоконница рыжеватая
- Inocybe whitei (Berk. & Broome) Sacc. 1887 — Волоконница Уайта
- Inocybe xanthomelas Boursier & Kühner 1933 — Волоконница медово-жёлтая